# 고미네 다쿠야
고미네 다쿠야(일본어: 小峯 拓也, 1988년 12월 22일~)는 일본의 전 축구 선수이다.

## 구단 경력
과거 후쿠시마 유나이티드 FC에서 활동하였다.